# 이항 (1942년)
이항(李恒, 1942년 6월 18일 ~ 2005년 2월 25일)은 대한민국의 의사 겸 연극연출가이며 본관은 전주(全州)이다.

## 이력

### 의과대학 졸업과미국유학
이항은 1967년 서울대학교 의학과를 나온 후 미국으로 건너가 컬럼비아 대학교 의과대학 부속병원 소아과에서 전공의 과정을 수료하였다. 이후 미국 보건성 혈액학 장학생 및 미국 보건성 주관 소아암치료협동연구진의 자격으로 귀국 전까지 연구 및 교육 활동에 매진하였다. 1970년부터 1971년까지 컬럼비아 대학교 의과대학 소아혈액종양학 연구원으로 근무하였고 그 후 1978년까지 미국 로체스터 대학교로 옮겨 소아혈액종양학 연구를 계속하였다. 1975년부터 1978년까지는 로체스터 대학교 의과대학 소아혈액종양학교실 임상과장을 역임하였다. 1978년부터 1983년까지는 미국 시카고 대학교 마이클리스병원 소아혈액종양학과장으로 근무하였다.

### 귀국 이후
1983년, '외국의 어린이들보다는 모국의 어린이들을 진료하는 것이 더 보람있을 것'이라는 부친의 권유로 그는 대한민국으로 귀국하였다. 귀국한 이후 여생을 한양대학교 의과대학 부속 서울병원 소아과에서 근무하였다. 그는 미국에서 연구한 지식을 대한민국에 도입함으로써 대한민국의 소아혈액종양질환의 치료 수준을 선진국 수준으로 향상시키는 데 기여하였다. 한양대학교병원 소아과장, 암센터 소장, 조혈모세포이식센터 소장을 지냈고, 대한소아과학회 교육위원 및 회장, 대한소아혈액종양학회 회장, 대한혈액학회 감사 및 회장, 대한수혈학회 회장, 어린이 백혈병 후원회 고문, 의료보험연합회 소아과분과 암분과 비상근진료비 심사위원, 사회복지법인 한국혈우재단 및 한국코헴회 한국혈우진료자문위원단 위원장, 대한암학회 이사, 대한적십자사 혈액전문위원, 대한적십자사 혈액수혈연구원 골수사업위원, 대한의사협회 의료상담소 의료상담위원, 한양대학교병원 소아혈액종양부모회 한마음회 고문 등을 역임하였다. 치료 혜택을 받기 어려운 사회적 소외계층의 치료 기회가 보편화될 수 있도록 보건당국의 의료행정 개선을 촉구하는 한편 의학계와 민간단체의 지원 및 관심유도를 위해서도 다양한 활동을 해왔다.
그는 연극에도 조예가 깊어 경기고등학교 시절이던 1959년부터 연극활동을 해왔으며 서울대학교 의과대학 '의극회'와 '화동연우회'에서 '핵박사님의 배반'(1993년 의극회), '이것들이 레닌을?'(1994년 화동연우회), '나비의 꿈'(2000년 화동연우회) 등을 연출하였으며 '러브레터'(2001년 한양레퍼토리) 등에 출연하였다. 그는 전공의 과정을 컬럼비아 의대에서 밟은 이유 중의 하나로 브로드웨이 공연을 마음껏 보기 위해서라는 점을 꼽을 만큼 연극에 관심이 많았다. 또한 영화 '안녕, 형아'에 이항 교수 역으로 출연하였다.
2005년 2월 25일, 자택에서 화재로 인한 질식사로 사망하였다.

### 학력
- 서울 경기고등학교 졸업
- 서울대학교 의과대학 의학사
- 미국 컬럼비아 대학교 의과대학원 의학석사
- 미국 로체스터 대학교 의과대학원 의학박사